# Tati Siding
Tati Siding è un villaggio del Botswana situato nel distretto Nordorientale, sottodistretto di North East. Il villaggio, secondo il censimento del 2011, conta 8.112 abitanti.

## Località
Nel territorio del villaggio sono presenti le seguenti 3 località:
- Shashe Lands di 24 abitanti,
- Tati C/Post di 34 abitanti,
- Tati Lands di 27 abitanti